# Кельдыково
Кельдыково (удм. Кельдыгурт) — деревня в Глазовском районе Удмуртии, входит в состав Адамского сельского поселения.

## Население
| 2010 | 2012 | 2015 |
| ---- | ---- | ---- |
| 21   | ↗24  | ↗36  |

### Национальный состав
Согласно результатам переписи 2002 года, в национальной структуре населения удмурты составляли 94 %

## Улицы
В деревне имеются две улицы: Варыжская и Кельдыковская.